# Краснояр (Моркинський район)
Красноя́р (рос. Краснояр, марій. Йошкарэҥер) — присілок у складі Моркинського району Марій Ел, Росія. Входить до складу Коркатовського сільського поселення.

## Населення
Населення — 168 осіб (2010; 166 у 2002).
Національний склад (станом на 2002 рік):
- лучні марійці — 99 %